# Villa romana de Carranque
La villa romana de Carranque es una villa romana situada en el municipio español de Carranque, en la provincia de Toledo, comunidad autónoma de Castilla-La Mancha. Puede que fuese construida por Materno Cinegio, tío del emperador Teodosio. Está bellamente decorada con mosaicos y tiene al lado una basílica paleocristiana y un ninfeo.

## Historia

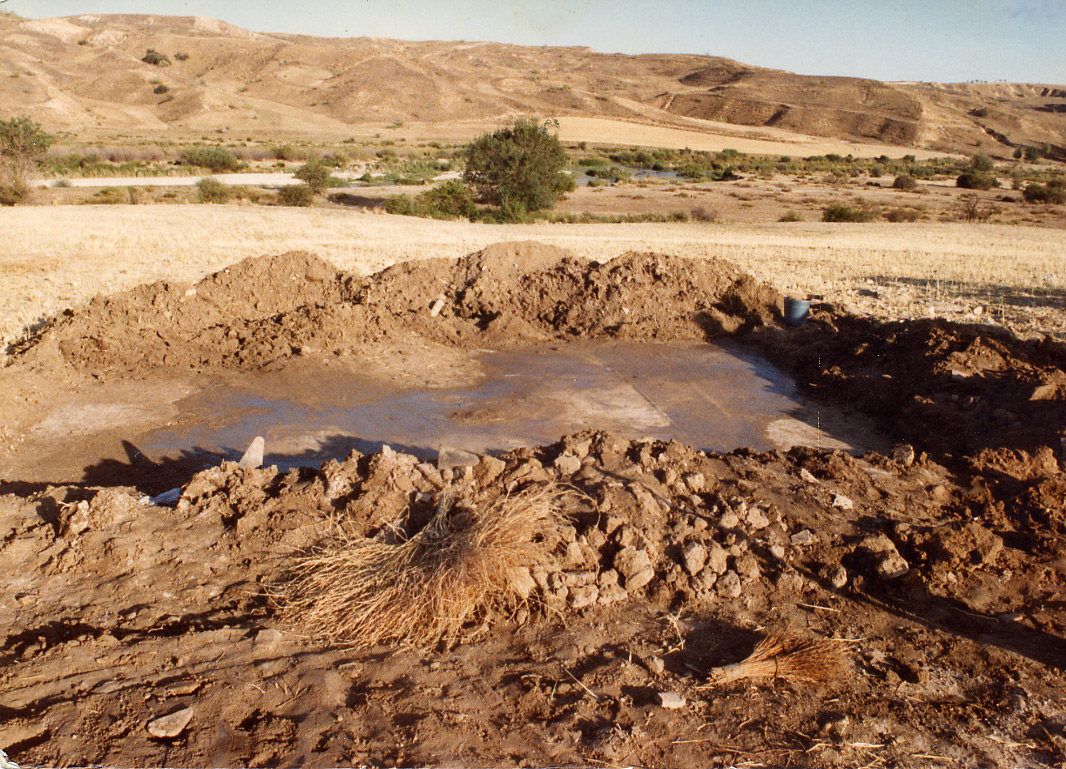
El descubrimiento

A consecuencia de unas labores agrícolas, el 23 de julio de 1983 se descubría por parte de un vecino de la localidad, Samuel López Iglesias, una de las mejores villas romanas de Hispania. El hallazgo tuvo lugar en el paraje conocido como las Suertes de Abajo, en la comarca de la Alta Sagra, a unos 45 km de Madrid y 35 km de Toledo, y junto al río Guadarrama. Así lo cuenta el descubridor:

Un día, mientras regaba, encontré un trozo muy pequeño de mosaico; solo tenía cuatro o cinco teselas, pero era suficiente para demostrar que aquellos restos eran romanos y. por supuesto, que en los edificios romanos de la zona hubo mosaicos. Este hecho despertó aún más mi curiosidad, pues era posible que todavía quedase parte de aquellos mosaicos por la zona.

Pasó el tiempo sin que nada nuevo apareciese, salvo algún trozo de sigillata y poco más, pero en la mañana del 23 de julio de 1983, ocurrió el milagro. Bajo la paja del rastrojo, vi unas teselas sueltas y encontré unos trozos de mosaico que el arado había arrancado. Con un palo comencé a arañar el suelo y, en seguida, apareció el resto del mosaico. Estaba allí, a tan solo diez centímetros de profundidad. Entonces fui a buscar a mis hermanos y volvimos con azadones para cavar. En unos minutos teníamos ante nosotros el mosaico de Las Metamorfosis, y, aunque nosotros todavía no lo sabíamos, uno de los conjuntos arqueológicos más importantes de España.

Allí donde cavábamos, aparecía un mosaico. Los había por todas partes. Aquello era fantástico. Inmediatamente avisamos al museo de Toledo, vinieron a verlo y nos confirmaron que era una villa romana con más de mil setecientos años de antigüedad. Un año después comenzaron las excavaciones para desenterrar lo ya descubierto.

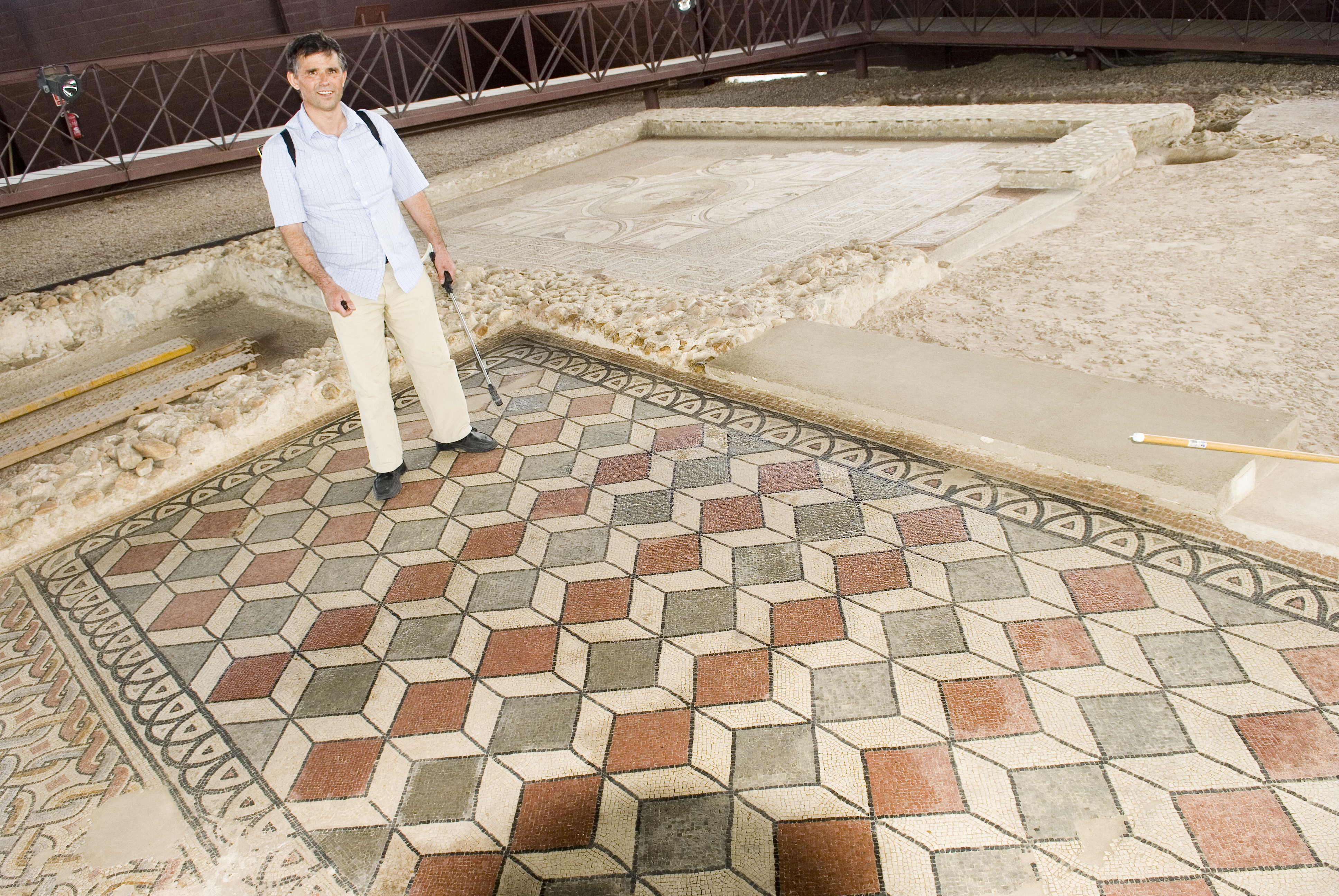
Samuel López sobre un mosaico

Las intervenciones arqueológicas llevadas a cabo entre 1985 y 2003 permitieron poner al descubierto diversos edificios y estructuras localizadas en una amplia superficie. Desde 2003 está parcialmente abierto al público mientras prosiguen las excavaciones.
Estos mosaicos pertenecían a la hoy denominada villa de Materno, pues este nombre es el que figura en la cartela del dormitorio principal.
Para comprender mejor la época, en el edificio de interpretación se exhiben una serie de objetos hallados en las excavaciones, así como un audiovisual en el que se simula la vida en una villa del siglo IV, basándose en los restos hallados en el yacimiento, y tomando como base la propia villa de Materno.
En los últimos años, se han encontrado restos arqueológicos al otro lado del río Guadarrama, entre los que se encuentran dos cubos de molino, conducciones de agua y parte de una villa romana.

## Parque arqueológico
El Parque arqueológico de Carranque está compuesto por el centro de recepción con sala de proyección de audiovisual que recrea como fue la villa en su época de esplendor con el centro de interpretación y los restos de la villa romana de Materno con sus edificios históricos que se detallan a continuación.

### Edificio palacial

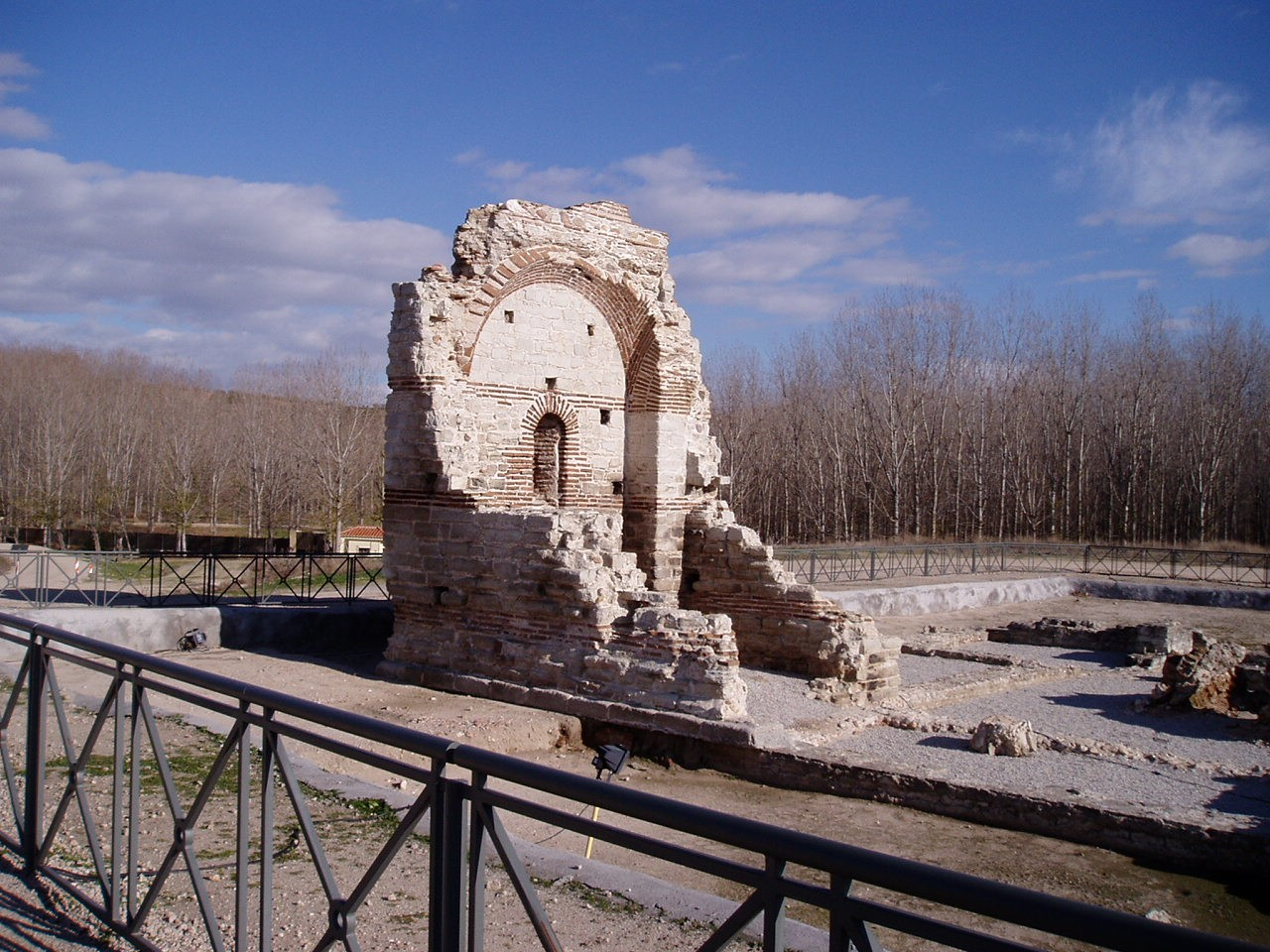
Restos del edificio palacial

Se trata de un edificio de representación de uso civil, construido alrededor del año 400 de nuestra era. De planta un tanto singular, podría compararse con los palacios de los gobernadores del sur de las Galias, fue ricamente decorado con mármoles traídos del otro extremo del Mediterráneo, de los 39 tipos que ya se han documentado, solo uno es de la península ibérica, concretamente de Estremoz, el resto son de Grecia, Turquía, Oriente Próximo, Egipto, etc. Sus columnas de mármol de cuatro metros de altura fueron talladas en canteras de Turquía y Grecia.
Las bóvedas estaban recubiertas de mosaicos con teselas de pasta vítrea, que son mucho más ligeras que las de mármol, en las excavaciones han aparecido algunos restos de estos mosaicos. Este tipo de decoración podría compararse con el mausoleo construido en Rávena para la hija del emperador Teodosio I, Gala Placidia, adivinándose ya el fin del arte tardorromano y el inicio del bizantino.
Los suelos estaban decorados con opus sectile, mármol recortado en formas geométricas o florales. Las columnas y capiteles eran de mármol Phrigius, procedente de la actual Turquía. El uso de seis de los mármoles encontrados, entre los cuales el pórfido negro egipcio o el granito de Assuan, se han documentado en este yacimiento por primera vez en Hispania. La cantidad, calidad y diversidad de procedencias la convierte en la colección más importante de mármoles, fuera de Roma, del Imperio romano de occidente.
En época Visigoda, el edificio palacial romano, fue transformado en iglesia cristiana, en las excavaciones han aparecido elementos religiosos y muchas tumbas de esta época.
Con la conquista cristiana de Toledo por parte de Alfonso VI, el edificio volvió a uso religioso, el 30 de enero de 1142 Alfonso VII lo declaró monasterio a la advocación de Santa María de Batres, entregándoselo a los monjes Benedictinos-Cluniacenses, posiblemente pasase posteriormente a manos de los templarios y con la caída del temple, pasó a las monjas Clarisas de Griñón. En las relaciones topográficas de Felipe II, correspondiente a la desaparecida villa de La Cabeza, dice 

"Hay una ermita que se entitula Santa María de Batres, solo queda en pie la ermita, el resto de la iglesia está puesta por los suelos"

Esto quiere decir que el edificio romano, 1110 años después de su construcción ya estaba en ruinas y solo quedaba en pie una sola habitación que se dedicaba a ermita. En el catastro del Marqués de la Ensenada, año 1750, ya no existe la ermita, quedando solo sus ruinas.
En la actualidad pueden contemplarse la planta del edificio original, algunas de sus columnas y tumbas de época visigoda y cristianas, siglos del XII al XIV.

### Mausoleo
Solo quedan restos de su planta. Este pequeño edificio de construcción de planta cuadrada y ábside semicircular en su cabecera. Su obra consiste en una combinación de hormigón (opus caementicium) y ladrillo cocido (opus testaceum)y columnas de granito adosadas al muro por el exterior, estos muros tenían 2 metros de espesor, posiblemente para poder contener en su lado interior, hornacinas para albergar estatuas o urnas cinerarias. El suelo fue de mosaico, del cual solo se ha conservado un pequeño fragmento, la cubierta sería a dos aguas y en el interior habría una bóveda de cañón en la parte cuadrada y una bóveda de cuarto de naranja en el ábside.
Se trata de un pequeño mausoleo, para albergar los restos mortales del propietario de la villa y su familia más cercana. En el ábside se encontraría el sarcófago de mármol de su propietario.

### Villa de Materno

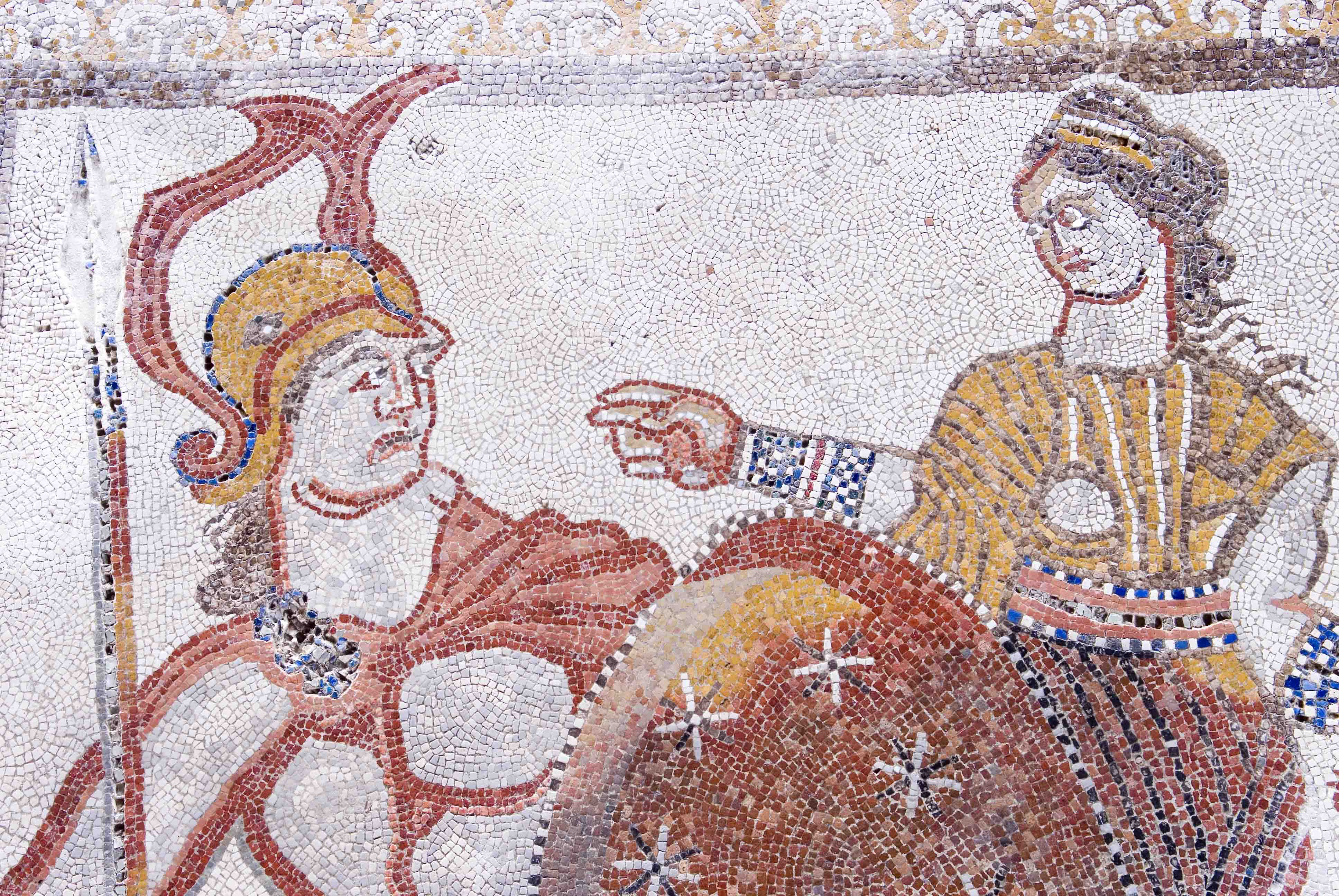
Marte y Venus

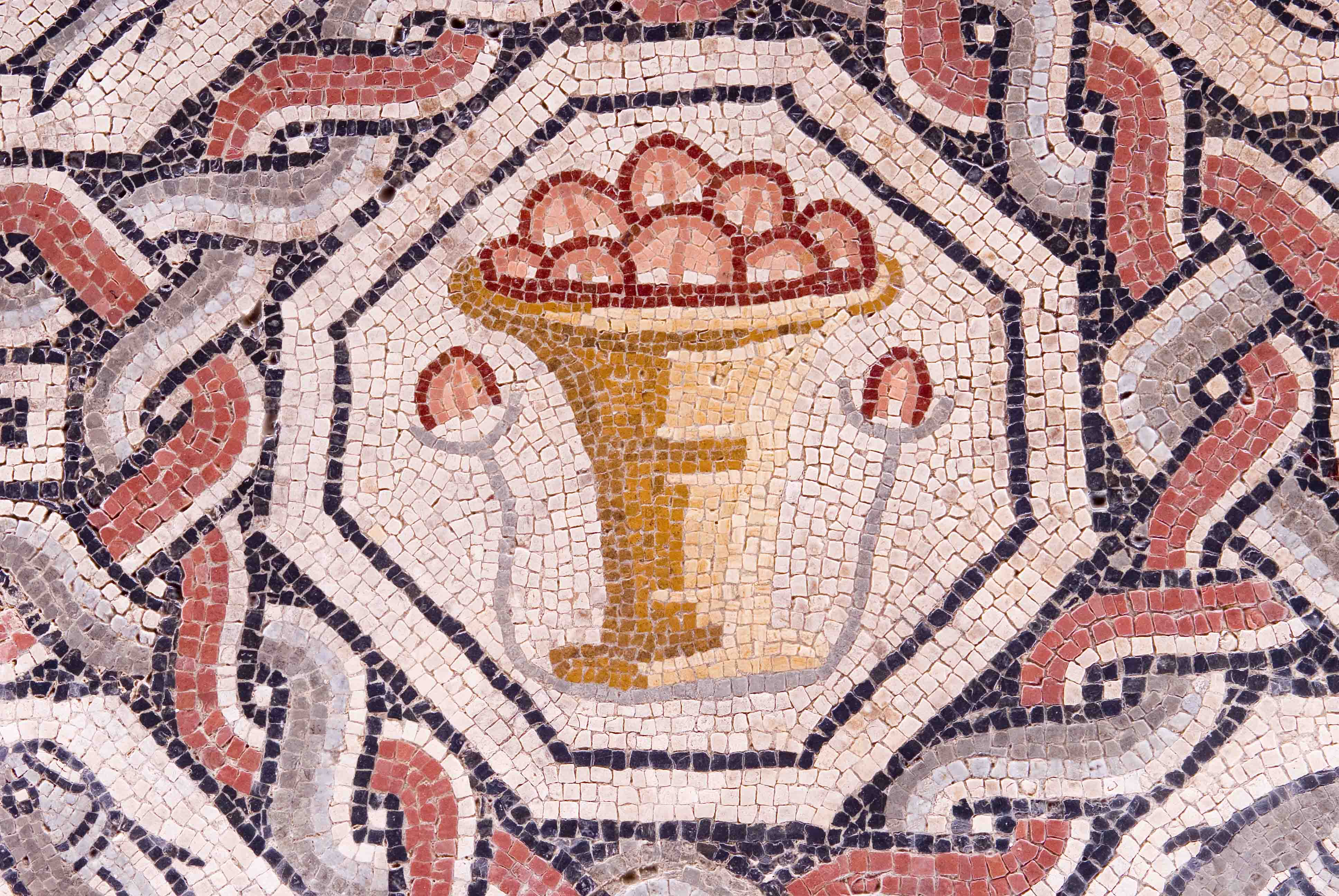
Cesto con flores

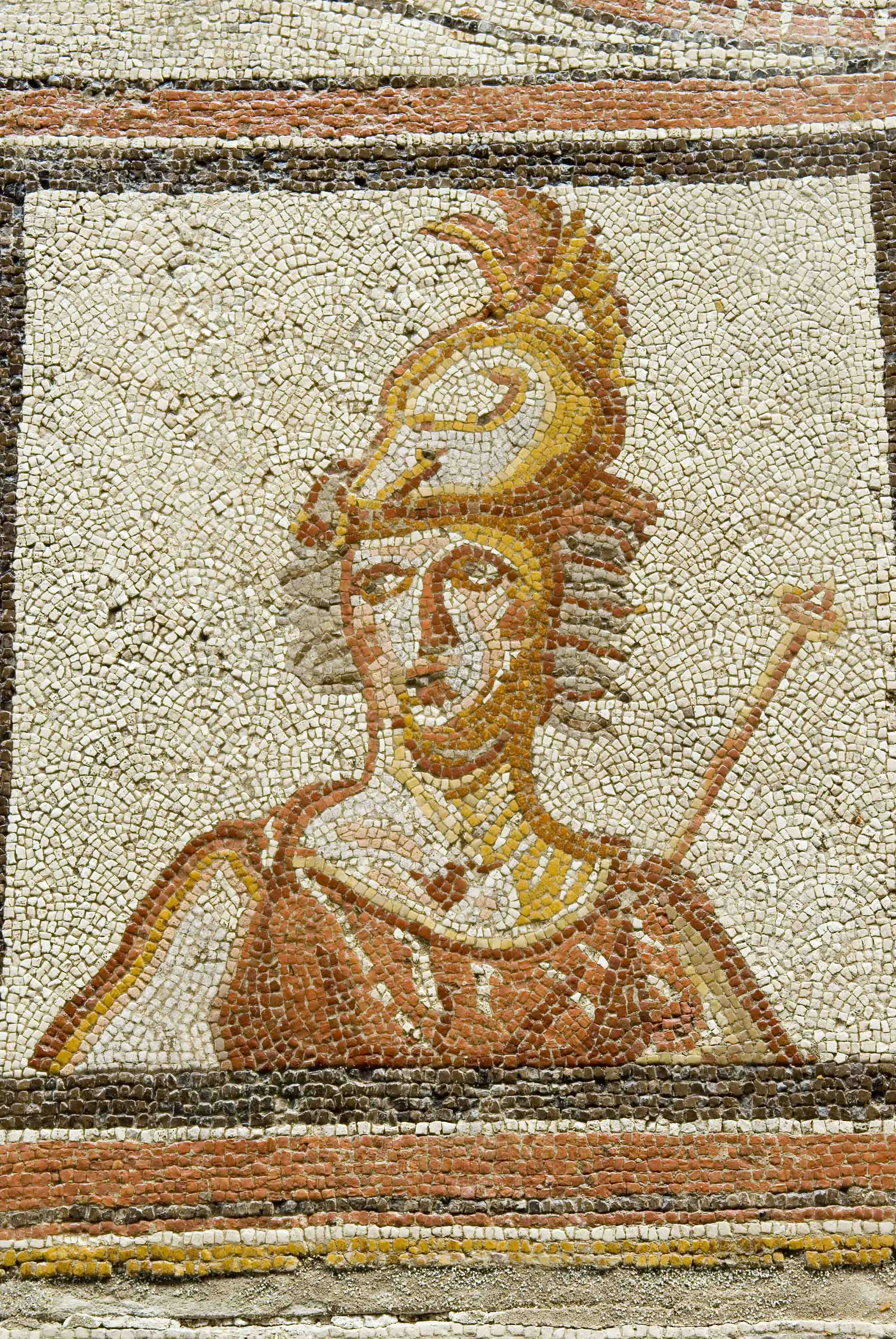
Atenea en las metamorfosis

La casa, de grandes dimensiones, es un cuadrado de cuarenta metros de lado, unos mil seiscientos metros cuadrados. Se accedía por un porche porticado sustentado por columnas de ladrillo, flanqueado por dos torreones cuadrados. Del porche se pasaba al recibidor, de planta circular, y de este a un pasillo o peristilo que rodeaba el patio central que también se sustentaba por columnas de ladrillo. De sus estancias destacan tres: el cubículo de Materno, dormitorio con antesala; el oecus o gran salón de recepción de forma hexagonal y lados curvos al que se accede desde el peristilo, el cual se encuentra agrandado por un semicírculo o ábside con fontana que mantenía húmedo el mosaico de Océano. A ambos lados unas salas octogonales podían hacer de bibliotecas. El Triclinium es una habitación rectangular, con una exedra sobre un estrado. Además de estas dependencias, existen varios cubículos, dependencias de servicio y una bodega.
La zona noble disponía de calefacción por hipocausto, que consistía en un horno exterior donde se calentaba el aire que pasaba por debajo del suelo, sustentado por pilastras, para salir por unos tubos cerámicos a modo de chimeneas. También disponía de agua corriente y desagüe.
La decoración del edificio era muy lujosa, con suelos decorados con mosaicos geométricos, florales o figurados. Las paredes se encontraban estucadas y pintadas con motivos geométricos y vegetales, incluso ha aparecido pintado un pajarillo.
En la parte rústica se han hallado unas construcciones que servirían para la producción de aceite y vino en la villa. En una primera fase una sala cuadrangular albergaría una sala de prensado que podría incluir una prensa de viga y una sala pavimentada de opus signinum con dos cubetas que se utilizarían para la decantación del aceite. Al oeste se levantaba un edificio cuadrangular con un espacio para pisar la uva, calcatoria, y sus respectivas cubetas, lacus, para recoger el mosto. Las tinajas para la posterior elaboración del vino no se han encontrado. A finales del siglo IV pudo haberse abandonado la producción de vino para dedicarse solo a la de aceite, por lo que algunas estructuras vinícolas se destinaron a la labor de prensar las aceitunas, trapetum. Se construye además un pavimento de baldosas de barro cocido que se emplearía como tabulatum, superficie donde moler las aceitunas.
Actualmente la villa es cubierta por una enorme carpa metálica para protegerla de las inclemencias del tiempo.

### Molinos, presa y canales
Al margen izquierdo del río Guadarrama y dentro del arroyo de La Sacristana, se encuentran los cubos de unos molinos hidráulicos y los restos de la presa y el acueducto que conducía el agua hasta el molino, se desconoce la época de construcción de estas obras, aunque es muy posible que se construyesen en época moderna y debió de funcionar hasta mediados del siglo XIX. A un km de los molinos en dirección a Carranque se encuentra el solar que ocupó el antiguo Carranque de Yuso donde todavía quedan los restos de otra importante villa romana.